# NieuwLicht (EO)
NieuwLicht is een Nederlands tv-opinieprogramma van de Evangelische Omroep (EO) dat elke maandagavond wordt uitgezonden op NPO 2, gepresenteerd door Tijs van den Brink.
Aanvankelijk werd het elke zondagavond uitgezonden rond 22.40 uur. NieuwLicht is als community op Facebook gestart in februari 2018 waar dagelijks met duizenden christenen maatschappelijke en actuele achtergronden worden besproken. Later vormt deze inbreng de basis voor de reportage of het debat op tv.